# Ojdula
Ojdula (in ungherese Ozsdola) è un comune della Romania di 3526 abitanti, ubicato nel distretto di Covasna, nella regione storica della Transilvania.
Il comune è formato dall'unione di 2 villaggi: Hilib e Ojdula.